# Kanadská vlajka

Kanadská vlajka
Poměr stran: 1:2

Vlajka Kanady (označovaná jako „vlajka javorového listu“) je červená vlajka o poměru výšky a délky 1:2, která má uprostřed svislý bílý pruh s jedním stylizovaným jedenácticípým javorovým listem uprostřed. Současná podoba kanadské národní vlajky byla přijata kanadským parlamentem dne 22. října 1964 a uzákoněna královnou Alžbětou II. dne 15. února 1965.
Barvy vlajky jsou červená a bílá, které jsou národními barvami Kanady od roku 1921, kdy jimi byly prohlášeny králem Jiřím V. na doporučení kanadské vlády. Barvy jsou definovány kanadskou vládou.
Ačkoliv javorový list nebyl do vyhlášení podoby kanadské vlajky v roce 1965 oficiálním znakem Kanady, je historickým symbolem Kanady a byl užíván již v roce 1860 jako dekorace při kanadské návštěvě prince z Walesu (v té době Eduard VII.). Co se týče jedenácti cípů javorového listu, není jim přikládán žádný specifický význam. Dva postranní pruhy symbolizují oceány, jež Kanadu omývají – tedy oceán Atlantský a oceán Tichý.

Rozměry kanadské vlajky (anglicky)
Rozměry kanadské vlajky (anglicky)
Vzor svislého vyvěšení kanadské vlajky

## Historie

Kanadská vlajka (1868–1921) Poměr stran: 1:2
Kanadská vlajka (1868–1921) Poměr stran: 1:2
Kanadská vlajka (1921–1957) Poměr stran: 1:2
Kanadská vlajka (1921–1957) Poměr stran: 1:2
Kanadská vlajka (1957–1965) Poměr stran: 1:2
Kanadská vlajka (1957–1965) Poměr stran: 1:2
Návrh kanadské vlajky (1946) Poměr stran: 1:2
Návrh kanadské vlajky (1964) Poměr stran: 1:2
Návrh kanadské vlajky (1964) Poměr stran: 1:2
Návrh kanadské vlajky (2006) Poměr stran: 1:2

## Commonwealth
Kanada je členem Commonwealthu (který užívá vlastní vlajku) a zároveň je hlavou státu britský panovník (Commonwealth realm), kterého zastupuje generální guvernér (viz seznam vlajek britských guvernérů).
V roce 1960 byla navržena osobní vlajka Alžběty II., určená pro reprezentaci královny v její roli hlavy Commonwealthu na územích, ve který neměla jedinečnou vlajku – to byl i případ Kanady. 15. srpna 1962 ale byla přijata speciální vlajka Alžběty II. v Kanadě. Tato vlajka byla vyvěšována při návštěvách královny, ale třeba i v její nepřítomnosti při příležitosti šedesáti let na trůnu (6. února 2012) např. na Rideau Hall (oficiálním sídle kanadského generálního guvernéra), nebo na Parliament Hill (sídle parlamentu) v Ottawě (viz seznam vlajek Alžběty II.).

Osobní vlajka královny Alžběty II. v Kanadě (1960–1962) Poměr stran: 1:1
Vlajka Alžběty II. v Kanadě (1962–2022) Poměr stran: 1:2
Královska vlajka v Kanadě (od 2023) Poměr stran: 5:8

Vlajka kanadského generálního guvernéra se měnila poměrně často. K poslední změně došlo v roce 2002, kdy se vrátila podoba z roku 1981.

Vlajka kanadského generálního guvernéra (1869–1901) Poměr stran: 1:2
Vlajka kanadského generálního guvernéra (1901–1921) Poměr stran: 1:2
Vlajka kanadského generálního guvernéra (1921–1931) Poměr stran: 1:2
Vlajka kanadského generálního guvernéra (1931–1952) Poměr stran: 1:2
Vlajka kanadského generálního guvernéra (1952–1981) Poměr stran: 1:2
Vlajka kanadského generálního guvernéra (1999–2002) Poměr stran: 1:2
Vlajka kanadského generálního guvernéra (1981–1999 a od roku 2002) Poměr stran: 1:2

## Vlajky kanadských států a teritorií

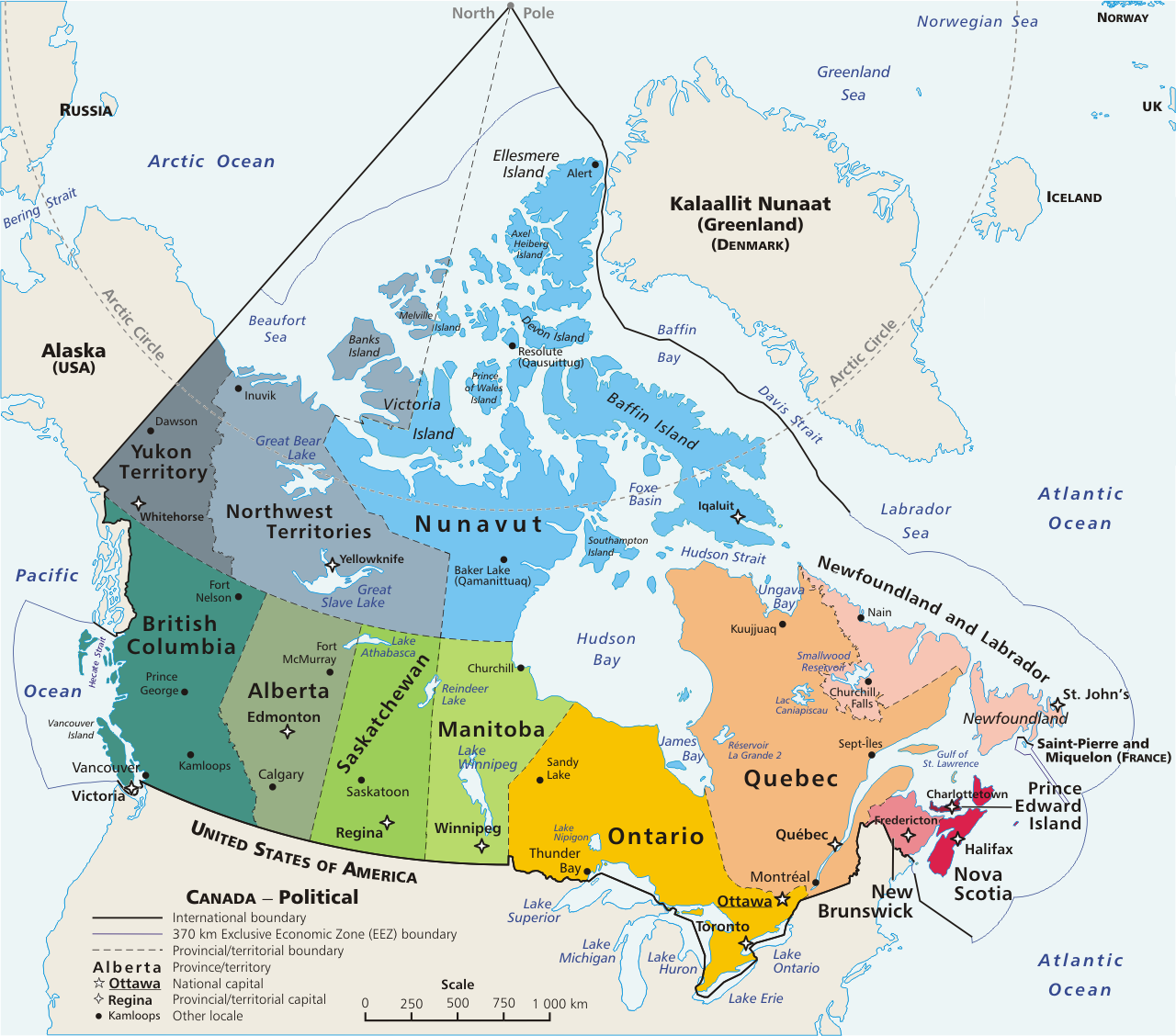
Administrativní dělení Kanady

Kanada je federativní stát, který se skládá z 10 provincií a 3 spolkových teritorií. Provincie mají vysoký stupeň autonomie, teritoria poněkud menší. Všechny části mají své vlajky.

Alberta Poměr stran 1:2
Britská Kolumbie Poměr stran 3:5
Manitoba Poměr stran 1:2
Newfoundland a Labrador Poměr stran 1:2
Nové Skotsko Poměr stran 1:2
Nový Brunšvik Poměr stran 5:8
Teritorium Nunavut Poměr stran 9:16
Ontario Poměr stran 1:2
Ostrov prince Edwarda Poměr stran 2:3
Québec Poměr stran 2:3
Saskatchewan Poměr stran 1:2
Severozápadní teritoria Poměr stran 1:2
Teritorium Yukon Poměr stran 1:2